# 1925
- Wikisource

| Calendário gregoriano                                                        | 1925 MCMXXV                         |
| Ab urbe condita                                                              | 2678                                |
| Calendário arménio                                                           | 1374 – 1375                         |
| Calendário bahá'í                                                            | 81 – 82                             |
| Calendário budista                                                           | 2469                                |
| Calendário chinês                                                            | 4621 – 4622 Início a 24 de janeiro  |
| Calendário copta                                                             | 1641 – 1642                         |
| Calendário etíope                                                            | 1917 – 1918                         |
| Calendários hindus - Vikram Samvat - Calendário nacional indiano - Cáli Iuga | 1980 – 1981 1846 – 1847 5025 – 5026 |
| Calendário Holoceno                                                          | 11925                               |
| Calendário islâmico                                                          | 1344 – 1345                         |
| Calendário judaico                                                           | 5685 – 5686 Início a 19 de setembro |
| Calendário persa                                                             | 1303 – 1304 Início a 21 de março    |
| Calendário rúnico                                                            | 2175                                |
| Calendário solar tailandês                                                   | 2468                                |

1925 (MCMXXV, na numeração romana)  foi um ano comum do século XX do actual Calendário Gregoriano, da Era de Cristo, e a sua letra dominical foi D (53 semanas), teve início a uma quinta-feira e terminou também a uma quinta-feira.
| Ano completo                        |
| ----------------------------------- |
| Ano comum com início à quinta-feira |

## Eventos

### Janeiro
- 15 de janeiro - Naufraga a 80 milhas da ilha de São Miguel o iate "Autonómico Açoreano", da praça de Ponta Delgada.
- 26 de janeiro - A General Motors do Brasil, a primeira fábrica de veículos do Brasil, é inaugurada em São Paulo.

### Março
- 1 de março - Lauri Kristian Relander é eleito o 2° presidente da Finlândia
- 4 de março - Calvin Coolidge assume a Presidência dos Estados Unidos.

### Abril
- 10 de abril - "Tsarítsin" passa a se chamar "Stalingrado" (Volgogrado).

### Maio
- 3 de maio - O Senado Federal do Brasil, muda-se para o Palácio Monroe, onde ficaria até sua mudança para Brasília anos depois.

### Julho
- 29 de julho - Irineu Marinho funda O Globo, um jornal diário de notícias, Integrante ao Grupo Globo.
- 16 de junho - Naufrágio na Ponta de São Fernando, costa da ilha Terceira do lugre dinamarquês “Aero”, de 275 toneladas.

### Dezembro
- 01 de dezembro - É fundado no estado da Paraíba o município de Sapé.
- 11 de dezembro - Bernardino Machado substitui Manuel Teixeira Gomes no cargo de presidente da República Portuguesa.
- 31 de dezembro - Primeira edição da Corrida de São Silvestre em São Paulo, Brasil.

## Nascimentos
- 17 de janeiro - Patricia Owens, atriz canadense-estadunidense (m. 2000).
- 25 de fevereiro
  - Shehu Shagari, político nigeriano (m. 2019).
  - Pedro de Lara, ator e comediante brasileiro (m. 2007).
- 4 de março - Inezita Barroso, cantora, apresentadora, atriz e instrumentista brasileira (m. 2015).
- 25 de abril - Kay E. Kuter, ator norte-americano (m. 2003).
- 2 de maio - John Neville, ator britânico (m. 2011).
- 19 de maio - Malcom X, ativista afro-americano (m. 1965).
- 3 de junho - Tony Curtis, ator norte-americano (m. 2010).
- 8 de junho - Barbara Bush, 43.ª Primeira-dama dos Estados Unidos (m. 2018).
- 21 de junho - Luis Adolfo Siles Salinas, presidente da Bolívia em 1969 (m. 2005).
- 25 de junho - June Lockhart, atriz norte-americana.
- 29 de junho - Giorgio Napolitano, político italiano; ex-presidente da Itália (m. 2023).
- 8 de julho -  Joaquim Veríssimo Serrão, historiador português (m. 2020).
- 10 de julho - Mahathir bin Mohamad, político malaio; 4.º e 7.º Primeiro-ministro da Malásia.
- 23 de abril - R. W. Davies, historiador e economista britânico (m. 2021).
- 23 de julho - Quett Masire, presidente de Botswana entre 1980 e 1998 (m. 2017).
- 2 de agosto - Jorge Rafael Videla, militar e presidente da Argentina de 1976 a 1981 (m. 2013).[1]
- 4 de setembro - Elias Hrawi, presidente do Líbano de 1989 a 1998 (m. 2006).
- 16 de setembro - B. B. King, guitarrista de blues, compositor e cantor estadunidense (m. 2015).
- 13 de outubro – Margaret Thatcher, primeira-ministra do Reino Unido de 1979 a 1990 (m. 2013).
- 17 de novembro – Curt Lowens, ator alemão-estadunidense (m. 2017).
- 23 de novembro – José Napoleón Duarte, presidente de El Salvador de 1984 a 1989 (m. 1990).
- 26 de novembro - Gregorio Álvarez, ditador uruguaio (m. 2016).
- 13 de dezembro - Dick Van Dyke, ator estadunidense.

## Mortes
- 28 de fevereiro - Friedrich Ebert, foi um político alemão e presidente da Alemanha de 1919 a 1925 (n. 1871).[2]
- 12 de março - Sun Yat-sen primeiro presidente da China (n. 1866)
- 12 de agosto - Severo Fernández Alonso Caballero, presidente da Bolívia de 1896 a 1899 (n. 1849).

## Prémio Nobel
- Física - James Franck,[3] Gustav Ludwig Hertz.[3]
- Química - Richard Adolf Zsigmondy.[4]
- Literatura - George Bernard Shaw.[5]
- Paz - Austen Chamberlain,[6] Charles Gates Dawes.[6]
- Medicina - não atribuído.

## Por tema
- 1925 na arte
- 1925 no Brasil
- 1925 na ciência
- 1925 no cinema
- 1925 no desporto
- Divisões administrativas em 1925
- 1925 no jornalismo
- 1925 na literatura
- 1925 na música
- 1925 na política
- 1925 na rádio
- 1925 no teatro
- 1925 na televisão